# Kannibalisme
Kannibalisme is het eten van organismen van dezelfde soort, bijvoorbeeld mensen die mensen eten of honden die honden eten. Kannibalisme bij mensen wordt ook wel antropofagie genoemd (van het Griekse ανθρωπος ("mens") en de stam φαγ - ("eet"))
Er kan een onderscheid worden gemaakt tussen sacraal kannibalisme, met een meer symbolisch of ritueel karakter, en profaan kannibalisme, waarbij mensenvlees puur als voedsel wordt gezien. Daarnaast onderscheidt men ook exo- en endokannibalisme waarbij endokannibalisme eten van groepsgenoten aanduidt en exokannibalisme eten van buitenstaanders. In de meeste menselijke samenlevingen geldt kannibalisme als een taboe, ook als het het vlees van reeds gestorvenen betreft (necrofagie).
De term wordt ook in overdrachtelijke zin gebruikt, wanneer een onherstelbare machine (bijvoorbeeld een auto of spoorwagen) gesloopt wordt om aan reserveonderdelen voor soortgelijke machines te komen. De onherstelbare machine wordt dan plukauto, plukloc e.d. genoemd. Ook in het zakenleven wordt de term wel eens gebruikt wanneer een onderneming of investeringsfonds de kosten niet meer kan betalen en slechts kan overleven door op zichzelf in te teren en eigen bezittingen moet liquideren, of als deze de eigen dochtermaatschappijen ´leegtrekt´.
Omdat kannibalisme als taboe geldt, is er vrij weinig bekend over hoe mensenvlees smaakt. William Buehler Seabrook, een journalist, heeft naar eigen zeggen in of vlak voor 1931 vlees geconsumeerd van een gezond persoon die in een ongeluk was omgekomen. Hij vond de smaak en structuur van het vlees erg op kalfsvlees lijken. Ook ontbraken volgens hem de sterke bijsmaken die varkensvlees, geitenvlees en wild hebben. De Japanse kannibaal Issei Sagawa, die in 1981 de Nederlandse studente Renee Hartevelt vermoordde en delen van haar vlees rauw consumeerde, vond het vlees zacht als tonijn. Armin Meiwes vond daarentegen de smaak en textuur van het vlees erg op varkensvlees lijken en meende dat de meeste mensen zelfs geen verschil zouden merken.

## Etymologie
Het woord kannibaal is waarschijnlijk ontleend aan het Spaans, waar het als canibal voorkomt. Dat kan een verbastering zijn van het woord caribal (bewoner van de Cariben, aan wie kannibalistische gewoonten werden toegeschreven) en can (Galicisch voor 'hond'). Samuel Purchas beweert echter in Hakluytus Posthumus (Volume XIV, 1905: 451) dat kannibaal "moedig man" betekent in de Caribische taal.

## Voorkomen
Kannibalisme kwam reeds voor bij de prehistorische mens. De skeletresten van neanderthalers die begin 20e eeuw werden gevonden te Krapina in Kroatië vertoonden sporen die hierop wezen: botten bleken opengebroken om aan het beenmerg te kunnen komen. Franse archeologen hebben sporen van kannibalisme gevonden op botten van het aardwerk van Herxheim, een prehistorische begraafplaats. Ook elders gevonden resten van deze mens tonen aanwijzingen, zoals schedels waarvan de schedelbasis was opengebroken om de hersenen te verwijderen.
Bij de moderne mens is het een ritueel dat in het verleden werd gepraktiseerd door verschillende stammen in Zuid-Amerika, Afrika en Oceanië (onder andere Fiji en Nieuw-Guinea), en dan met name in rituelen die verbonden zijn met het voeren van oorlog tussen de verschillende stammen. Er zijn ook individuele gevallen gemeld in andere landen, maar die zijn voornamelijk verbonden met geestelijk instabielen en criminelen.
De beschuldiging van kannibalisme is historisch gezien veel meer verspreid dan het verschijnsel zelf. De kolonisatoren van Amerika en Afrika beriepen zich erop om hun onderneming te legitimeren. Gedurende de jaren van de Britse koloniale uitbreiding was slavernij verboden, tenzij de mensen waar het om ging zo verdorven waren dat ze beter af waren als slaaf dan als vrij man. Kannibalisme werd gezien als een voorbeeld van verdorvenheid, en zo werden geruchten van kannibalisme wijd verspreid. Ook meer recente rapporten van kannibalisme worden in twijfel getrokken. Daarentegen is het kannibalisme van gestorvenen van de Fore-stam in Nieuw-Guinea waardoor de ziekte kuru zich verspreidde goed gedocumenteerd en wordt dan ook vrijwel niet betwijfeld door hedendaagse antropologen. Maar sommigen zeggen dat het postuum in stukken verdelen van lichamen een algemeen gebruik was tijdens begrafenisrituelen, maar dat dit geen kannibalisme was. Kannibalisme op Fiji wordt over het algemeen wel gezien als historisch feit.
Kannibalisme in Zuid-Amerika is onder andere gedocumenteerd door de Duitse schrijver Hans Staden en de Franse schrijver-geograaf en priester André de Thevet, die in 1555 meereisde met Nicolas de Villegagnon. Deze wilde een Franse kolonie Villegagnon stichten in het huidige Brazilië. De Portugezen hadden toen nog nauwelijks controle over het enorme land. Kannibalisme was er een voortvloeisel van stammentwisten. Krijgsgevangenen werden door de overwinnaars meegenomen en werden weken- of zelfs maandenlang vetgemest en zeer goed behandeld. Ze kregen zelfs een lokale vrouw toegewezen. Uiteindelijk werden ze tijdens grote feestelijkheden geslacht en opgegeten. Thevet beschrijft dat als volgt in zijn boek Les singularités de la France antarctique uit 1558:

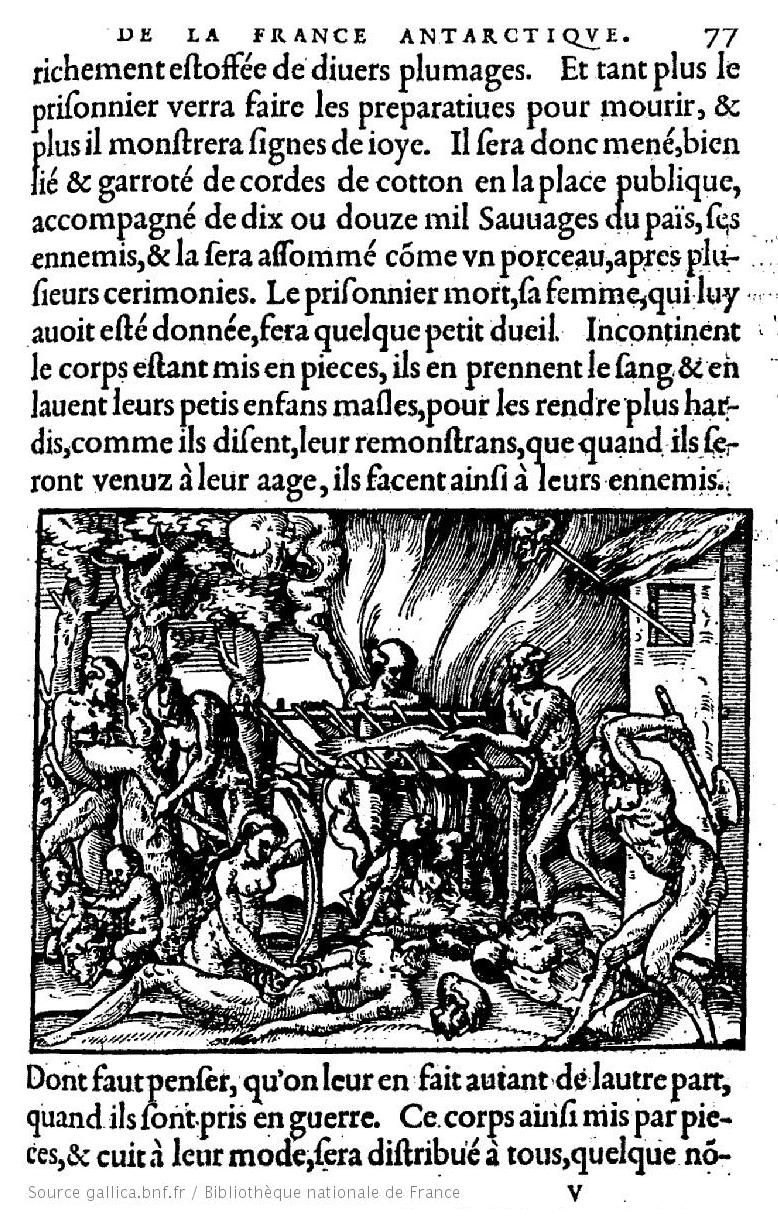
Kannibalisme in Brazilië rond 1555, beschreven door de Franse schrijver-geograaf André de Thevet in zijn boek Les singularités de la France antarctique

Hoe meer de gevangene de voorbereidingen voor zijn sterven gadeslaat, hoe meer tekenen van blijdschap hij vertoont. Hij wordt dus, goed vastgebonden en gekneveld met touwen van katoen, naar het centrale plein gebracht, vergezeld door 10.000 of 12.000 wilden uit het land, zijn vijanden, alwaar hij na verscheidene ceremonies wordt afgeslacht (doodgeslagen) als een varken. Is de gevangene eenmaal dood dan betoont de vrouw die hem was toegewezen enige rouw. Zodra het lichaam in stukken is nemen ze het bloed ervan en wassen daarmee hun zoontjes om, zoals zij zeggen, hen te harden en om hen erop te wijzen dat zij, als zij zijn opgegroeid, hetzelfde zullen doen met hun vijanden. Waarbij men moet bedenken dat met hen - op hun beurt - hetzelfde zal worden gedaan als zijzelf krijgsgevangen worden gemaakt. Het lichaam, aldus in stukken gesneden en klaargemaakt op hun manier, wordt onder allen verdeeld, ongeacht het aantal, ieder een stuk. Wat betreft de ingewanden, gewoonlijk eten de vrouwen die, en het hoofd wordt bewaard om op te hangen aan het eind van een lange stok op hun hutjes, als teken van triomf en overwinning. Zij ontlenen er speciaal plezier aan om dit met de hoofden van Portugezen te doen. De kannibalen, en zij van de oever van de rivier de Marignan zijn nog wreder tegen Spanjaarden, die zij laten sterven met een weergaloze gruwelijkheid, en daarna opeten.

### Medisch kannibalisme
Kannibalisme met het oog op genezing van ziekten kwam in Europa in alle kringen voor. In zijn boek Mummies, Cannibals and Vampires uit 2011 schrijft dr. Richard Sugg van de Universiteit van Durham dat de praktijk van het eten van menselijke resten en het drinken van bloed om medische redenen tot in de achttiende eeuw een wijdverbreid verschijnsel was, door armen zelfs ver tot in de negentiende eeuw. Onder de gebruikers waren mensen van koninklijken bloede en anderen uit de hoogste kringen. In de hoogtijdagen van het medisch kannibalisme deed men er niet moeilijk over lijken op te graven, aldus Sugg. Een van de belangrijkste exportproducten van Ierland naar Engeland waren schedels. Men gebruikte mos dat op schedels was gegroeid om neusbloedingen te stelpen. Bij onthoofdingen werd het bloed opgevangen of geveegd omdat men dacht dat er ziektes zoals epilepsie mee kon worden genezen.

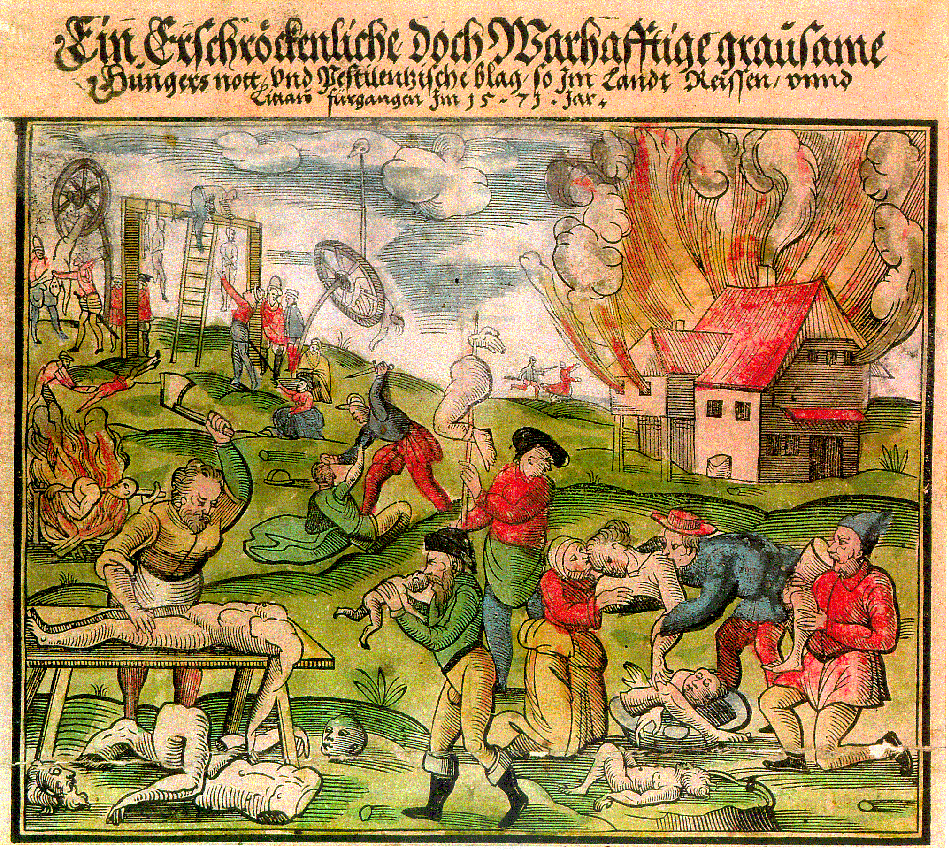
Levendige uitbeelding van kannibalisme tijdens een hongersnood in Noordoost-Europa in 1571

### Hongersnood
Soms kan een hongersnood naar aanleiding van een ramp of oorlog aanleiding geven tot kannibalisme als uiterst redmiddel om zichzelf in leven te houden. Dit wordt bovendien versterkt wanneer het overheidsgezag (ten dele) wegvalt en aldus een 'ieder voor zich'-mentaliteit ontstaat. Kannibalisme is dan ook voorgekomen tijdens of na de aardbeving van Lissabon in 1755, de Mfecane, de Russische Burgeroorlog, de Holodomor, de Tweede Wereldoorlog (Beleg van Leningrad) en de Cambodjaanse Burgeroorlog. Soms bleef het bij het opeten van reeds gestorven medemensen, maar het kwam ook wel voor dat levenden werden gedood en opgegeten.
Een oud voorbeeld van kannibalisme wordt genoemd in 2 Koningen 6:23-29.
De Donner Party, een groep Amerikaanse pioniers, zou kannibalisme hebben bedreven toen ze in de winter van 1846-1847 door de sneeuw ingesloten raakten in de Sierra Nevada.
Bij onderzoek van het National Museum of Natural History in Washington vond men in Jamestown sporen van kannibalisme uit de winter van 1609-1610.

### Andesvliegramp
De Andesvliegramp was een vliegramp in de Andes in 1972. Van de 45 inzittenden van het Fokker Fairchild Hiller FH-227-vliegtuig overleefden zestien de ramp. Ze bleken na de crash genoodzaakt gedurende 72 dagen zien te overleven in de ijskoude omgeving en aten uiteindelijk het vlees van overleden medepassagiers om in leven te blijven. Over hun relaas omtrent de ontberingen die zij doorstonden verschenen diverse boeken en verfilmingen.

### Afrikaanse albino's
In verschillende gebieden in Afrika, zoals in Burundi en Tanzania, schrijven mensen magische krachten toe aan albino's. Dit leidt ertoe dat men sommigen van hen daar vermoordt om hun lichaamsdelen te verkopen. Zo werd in Burundi een zesjarig meisje in november 2008 als vierde slachtoffer in korte tijd aan stukken gehakt. In Tanzania waren op dat moment dertig albino's vermoord in de loop van het jaar. Ledematen en genitaliën van albino's zouden voor duizenden dollars verhandeld worden aan "tovenaars". Deze tovenaars verwerken de lichaamsdelen vervolgens in dranken die verondersteld werden de gebruiker magische krachten te verstrekken.

### Andere voorbeelden
Kannibalisme wordt soms gepraktiseerd door seriemoordenaars. Voorbeelden zijn Jeffrey Dahmer, José Luis Calva, Albert Fish en Fritz Haarmann.
Tijdens gevechten in Kongo werd de militie van Jean-Pierre Bemba ook beticht van kannibalisme. Ook Jean-Bédel Bokassa zou door mensenrechtenorganisaties en verschillende bronnen uit zijn omgeving, waaronder zijn voormalig kok, beticht zijn van het nuttigen van vlees van zijn politieke tegenstanders en schoolkinderen.
In het Duitse Kassel speelde in 2002 de zaak Armin Meiwes. Een man bood zich via internet aan als object voor kannibalisme. Een tweede man ging hier op in. Voordat het 'slachtoffer' om het leven werd gebracht hebben de twee eerst gezamenlijk zijn geslachtsdeel opgegeten en dit op video vastgelegd.
In het BNN-programma Proefkonijnen van 21 december 2011 eten presentatoren Valerio Zeno en Dennis Storm een stuk vlees op van elkaar. Hiervoor verwijderde een plastisch chirurg een stuk bil van Dennis Storm en een stuk buik van Valerio Zeno. Deze stukken spier werden in de uitzending bereid door chef-kok Lex Kok en opgegeten.

## Kannibalisme bij dieren
Bij sommige diersoorten is kannibalisme een deel van de levenscyclus, zoals de zwarte weduwe, waarbij het vrouwtje het mannetje opeet na het paren. Bij gewervelden (behalve bij vissen) komt kannibalisme niet veel voor, maar kan zich uiten in extreme situaties zoals gevangenschap of een groot tekort aan eten. Een voorbeeld is dat een zeug in gevangenschap haar jongen opeet, maar dit gedrag is nooit in het wild waargenomen. Uilen leggen vier eieren met een paar dagen ertussen. Bij onvoldoende voedsel wordt het jongste kuiken opgegeten. Bij ijsberen is meermaals kannibalisme vastgesteld. Het is ook voorgekomen dat muizen, ratten of hamsters hun jongen opeten als hun nest verschillende keren wordt bedreigd door roofdieren. Sommige van deze observaties worden in twijfel getrokken (onder andere door Stephen Jay Gould) als het resultaat van slordig onderzoek. Een voorbeeld is dat er veel rapporten zijn van vrouwelijke bidsprinkhanen die hun partners eten na het paren in gevangenschap, maar dat dit in het wild nog nooit is geobserveerd.
Polis rapporteerde in 1991 dat 75% van de soorten in de Coachella Valley-woestijn in Zuid-Californië in de Verenigde Staten kannibalen waren. Dit waren schorpioenen en insecten, maar ook uilen, arenden, eekhoorns. Dat percentage is veel hoger dan tot nu toe werd aangenomen.

### Verenpikken
Verenpikken, een gedragsafwijking van in gevangenschap gehouden pluimvee, wordt ook kannibalisme genoemd. Hoewel de dieren elkaar zwaar kunnen verwonden, leidt dit zelden tot de dood.

## In literatuur en media
De geschiedenis van Robinson Crusoe (in het boek van Daniel Defoe) beschrijft hoe de Cariben hun slachtoffers met een knuppel te lijf gingen. Vrijdag zwoer aan Robinson dat hun volk geen leden van de eigen stam of hun vrienden at, alleen verslagen vijanden.
Paul Serre del Sagues, die vrijwel in dezelfde tijd leefde, schrijft hetzelfde over de Cariben van Costa Rica, maar met meer detail:
Het slachtoffer werd geofferd door een slag op het achterhoofd. Hierna opende de sjamaan de borst met een obsidianen mes, sneed het hart eruit en proefde het. In de tussentijd sneden zijn assistenten het lichaam in stukken zodat ze het konden eten, en deelden als een fetisj graankorrels rond die rood zijn gekleurd met bloed.
Schipbreukelingen zouden al meer dan eens scheepsjongens gegeten hebben, bijvoorbeeld in de filmparodie Pirates van Roman Polański. In het bekende Franse kinderliedje Il était un petit navire loopt het nog net goed af.
Jef Geeraerts beschrijft in Gangreen hoe de gastheer in Kongo hem mensenvlees voorschotelde.
In Suddenly, Last Summer, een verfilmd toneelstuk van Tennessee Williams, komt kannibalisme voor.
In fictie zijn voorbeelden van kannibalen Hannibal Lecter uit The Silence of the Lambs en Patrick Bateman uit American Psycho van Bret Easton Ellis. Maar ook Jack the Ripper, die prostituees ombracht in de 19e eeuw, heeft delen van zijn slachtoffers opgegeten.
In het sprookje De zes zwanen wordt een jonge koningin beschuldigd van het eten van haar eigen kinderen.
In de Hebreeuwse Bijbel (2 Koningen 6:26-29) is een voorbeeld van kannibalisme door hongersnood te vinden.
De tafsir Al-Kortoby interpreteert dat de Koran kannibalisme waarschijnlijk toestaat tijdens een situatie van hongersnood, mits het gaat om een vijandelijke strijder of iemand die overspel pleegt.
Op het tweede album van Kesha staat een nummer genaamd Cannibal met daarin een verwijzing naar Jeffrey Dahmer, een van de bekendste kannibalen in de Verenigde Staten.
In de film Sweeney Todd: The Demon Barber of Fleet Street worden pasteitjes verkocht waarin mensenvlees verwerkt zit.
In 1971 had de Amerikaanse rockband The Buoys een hit met het nummer Timothy (geschreven door Rupert Holmes), dat over kannibalisme ging, en daarom door veel radiostations niet gedraaid werd.